# جان دانس‌ورث
جان فرانسیس دانس‌ورث (به انگلیسی: John Francis Dunsworth) (تولد ۱۲ آوریل ۱۹۴۶ - مرگ ۱۶ اکتبر ۲۰۱۷) یک بازیگر کانادایی بود که بیشترین شهرتش را با بازی در نقش جیم لیهی در سریال کمدی Trailer Park Boys و نقش دیو تیگس در سریال Haven کسب کرد. او همچنین در فیلم Shattered City: The Halifax Explosion که از شبکهٔ سی‌بی‌سی پخش شد و در مورد انفجار هالیفاکس بود نیز ظاهر شد. وی تجربیات گسترده‌ای در تئاترهای منطقه‌ای داشت.

## زندگی و اشتغال
دانس‌ورث در شهر نوا اسکوشیا واقع در استان دریایی بریج‌واتر به دنیا آمد. وی فرزند دوم از ده فرزند فرانک و فرانسیس دانس‌ورث بود.

### سیاست
در سال ۱۹۸۸ میلادی، دانس‌ورث ویدیوی مستندی تحت عنوان "جان دانس‌ورث: نامزد انتخابات" را آغاز کرد، که توسط نیل لیوینگستون نویسندگی و کارگردانی شد. این فیلم، داستان یک نامزد استانی توسری‌خور را روایت می‌کند که برای حزب نو دموکراتیک در حوضهٔ هالیفاکس بدفورد، کمپینی را می‌راند. این فیلم مستند بر اساس نامزدی دانس‌ورث در سال ۱۹۸۸ در انتخابات عمومی نوا اسکوشیا است.
| حزب              | نامزد       | تعداد آرا | آرا به درصد |
| ---------------- | ----------- | --------- | ----------- |
| محافظه‌کار پیشرو  | جوئل ماتسون | ۶۴۶۲      | ۴۵٫۱        |
| لیبرال           | پنی لاروک   | ۴۹۷۷      | ۳۴٫۹        |
| حزب نو دموکراتیک | جان دانس‌ورث | ۲۷۴۶      | ۱۹٫۳        |

### بازیگری
دانس‌ورث بازیگری را در دانشگاه گوئولف آموخت، اما در سال چهارم از دانشگاه انصراف داد. وی سابقهٔ بازیگری در چندین برنامهٔ درام رادیویی شبکهٔ CBC را داشت و ستارهٔ نقش‌هایی در بسیاری از تولیدات صحنه‌ای در تئاتر نپتون در هالیفاکس بود. در سال ۱۹۷۰، دانس‌ورث ساختمانی نیمه‌کاره بر روی آبشار هالیفاکس را به اجاره درآورد و آن را به یک خانهٔ نمایش تبدیل کرد. آن را Pier One Theater نامید، که به اولین و موفق‌ترین خانهٔ تولیدات تئاتر آلترناتیو در شهر تبدیل شد. در اواخر دههٔ ۱۹۸۰ میلادی، دانشگاه دالهاوزی (به انگلیسی: DalHousie University) وی را به استخدام درآورد تا برنامهٔ را در جهت خوش‌آمد گویی به دانشجویان تازه‌واردش، در سالن اجرای ربکا کوهن به نمایش درآورد، که خود دانس‌ورث هم در پاره‌ای از این نمایش به عنوان صداگذار، به ایفای نقش پرداخت.

## مرگ
دانس‌ورث در سن ۷۱ سالگی به وسیلهٔ بیماری‌ای ناشناخته در شانزدهم اکتبر ۲۰۱۷، در نوا اسکوشیا، هالیفاکس درگذشت. در طی بیانیه‌ای، دختر دانس‌ورث، سارا، بیماری وی را «کوتاه و غیرمنتظره» توصیف کرد و همچنین بیان داشت که وی «همسر، پدر و پدربزرگی فوق‌العاده بود».

## فیلم‌شناسی
دانس‌ورث هفتاد اثر تحت عنوان بازیگری دارد. در زیر فهرستی انتخابی از کارهایش آورده شده‌است:

### فیلم
- بسیار مانده تا فرار (۱۹۷۸)
- دفن شده در یکشنبه (۱۹۹۲)
- پیت پونی (۱۹۷۷، تلویزیونی)
- یک شات آخر (۱۹۸۸)
- سه روز (۲۰۰۱، تلویزیونی)
- اخبار حمل و نقل (۲۰۰۱)
- کفش‌های کریسمس (۲۰۰۲، تلویزیونی)
- شهر ویران: انفجار هالیفاکس (۲۰۰۳، تلویزیونی)
- خطاهای برگشت‌پذیر (۲۰۰۴، تلویزیونی)
- پسران تریلر پارک، ویژهٔ کریسمس (۲۰۰۳، تلویزیونی)
- دختر آمبولانسی (۲۰۰۵، تلویزیونی)
- شکار قاتل ب.ت. ک (۲۰۰۵، تلویزیونی)
- یک حشره و یک کیفِ علف (۲۰۰۶)
- پسران تریلر پارک: فیلم (۲۰۰۶)
- گیرافتاده (۲۰۰۷)
- پسران تریلر پارک: لحظه شماری تا روز عرق‌خواری (۲۰۰۹)
- رگبار (۲۰۱۱)
- این والس از آن تو (۲۰۱۱)
- پسران تریلر پارک ۳: قانونیش نکن
- سوارکاری: فیلم (۲۰۱۴)
- تلاش بابانوئل (۲۰۱۴)
- لیزی‌بردن یک تبر برداشت (۲۰۱۴)

### تلویزیون
- لِکس: منطقهٔ تاریک (۱۹۹۷، سریال کوتاه)
- لِکس: سریال (از ۱۹۹۲ تا ۲۰۰۲)
- پسران تریلر پارک (از ۲۰۰۱ تا ۲۰۰۸؛ از ۲۰۱۳ تا ۲۰۱۷)
- ترودو (۲۰۰۲، سریال کوتاه)
- ترودو ۲: موریک در حال ساختن (۲۰۰۵، سریال کوتاه)
- پناهگاه (از ۲۰۱۰ تا ۲۰۱۵)
- ساعت شاد سرگرمی با مستی و مصرف مواد مخدر (۲۰۱۰)
- تایتانیک: پس از واقعه (۲۰۱۲)
- مرا ببخش (۲۰۱۳)